# Doktor Peaks
Die Doktor Peaks sind eine Gruppe bis zu etwa 500 m hoher Berge aus Diorit an der Danco-Küste des Grahamlands auf der Antarktischen Halbinsel. Sie ragen oberhalb des Diorite Glacier am Ufer der Leith Cove auf.
Polnische Wissenschaftler benannten sie 1999 nach dem Geologen Marek Doktor, der von 1984 bis 1985 Untersuchungen im Gebiet des Paradise Harbor unternommen hatte.